# Encarsia basicincta
Encarsia basicincta is een vliesvleugelig insect uit de familie van de Aphelinidae. De wetenschappelijke naam is voor het eerst geldig gepubliceerd in 1927 door Charles Joseph Gahan.